# Kalter Hund

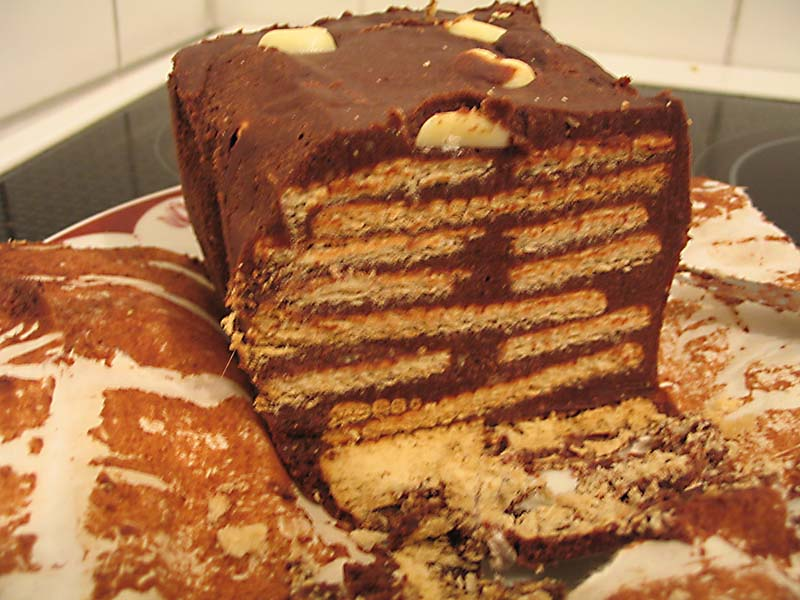
Kalter Hund

El Kalter Hund (alem. "perro frío") o Lukullus es un postre tradicional de la gastronomía de Holanda hecho a base de galletas de mantequilla y una crema de chocolate y mantequilla de coco. Se elabora formando una base con las galletas en cuyo interior se vierte posteriormente parte de la crema de chocolate. Encima, se van alternando capas de crema y galletas.

## Nombres
Otros nombres que recibe son: Kalte Schnauze ("hocico frío"), Schwarzer Keksbass (lit. "bajo de galletas negro"), Hundeschnauze ("hocico de perro"), Wandsbeker Speck ("tocino de Wandsbek"), Kellerkuchen ("pastel del sótano"), Zebrakuchen ("pastel cebra"), Kalte Oma ("abuela fría"), Palminkuchen ("pastel de mantequilla de coco") o Schwarzer Peter ("Peter el negro", en Schleswig-Holstein).
El nombre "perro frío" deriva probablemente de la palabra alemana Hunt, que se usa para denominar a un tipo de vagoneta que se usa en minería -nótese que en alemán Hunt suena igual que "perro" (Hund)-. La forma del molde necesario para hacer este pastel sería parecida a dicho contenedor. La denominación Kellerkuchen tiene su origen en la costumbre (hasta aprox. los 1960) de enfriar el postre en el sótano. Por último, el pastel una vez frío podría asemejarse al hocico húmedo de un perro, de ahí el nombre Kalte Schnauze.

## Receta
- Ingredientes: 1 paquete de galletas de mantequilla, 500 g. de mantequilla de coco, 200 g. de azúcar glas, 2 huevos, ½ cáscara de huevo de agua y 3 cucharadas soperas de cacao

- Preparación: derretir la mantequilla de coco y dejarla enfriar un poco. Batir los huevos y el agua. Mezclar el cacao y el azúcar glas. Añadir esa mezcla a los huevos batidos. Añadirlo todo poco a poco y sin dejar de remover a la mantequilla de coco, todavía líquida. Forrar un molde hondo con papel de horno. Alternar capas de galletas y de la masa anteriormente obtenida (teniendo en cuenta que la última capa debe ser de crema). Dejar solidificar en el frigorífico durante una noche.

- Presentación: se sirve preferiblemente frío.

- Variaciones: A veces se le añade al Kalter Hund un chorro de Baileys o similar. En algunas recetas se hace sin huevo. También se le puede añadir vainilla en polvo.

- Datos: Q16242003
- Multimedia: Lukullus (cake) / Q16242003